# 堂の前遺跡
堂の前遺跡（どうのまえいせき）は、山形県酒田市法連寺にある平安時代の城柵や官衙に関連すると見られる遺跡。1979年（昭和54年）10月23日に国の史跡に指定された。

## 概要
山形県の庄内平野を南北に二分して最上川が流れている。北側の平野部では、出羽丘陵から流出した日向川と荒瀬川が合流し、その合流点附近は、両川の旧氾濫原が形成する微高地が西に向かって張り出している。この微高地は山麓から西3キロメートルほど張り出しており、この微高地上に大規模な古代の遺跡が集中してる。
微高地西端には国の史跡・城輪柵跡が所在する。この遺跡は1931年（昭和6年）に発見され、方約720メートルを柵木で囲む遺跡として著名であるが、最近の中心部の調査により整然たる礎石建物等の配置が判明し、平安時代の出羽国庁ではないかとする説も提出されるに至っている。この城輪柵跡の真東約3キロメートルの丘陵端上には、八森遺跡という官衙風の配置をもつ礎石建物等からなる平安時代の遺跡（酒田市指定史跡）がみられる。この両者のほぼ中間、城輪柵跡からは東約1キロメートルの位置にこの堂の前遺跡がある。
この遺跡は、1955年（昭和30年）、大量の建築材等が発見され著名となった。この材の内には柱材や長押、斗等のほか多数の土器等が含まれており、つづいて1973年（昭和48年）以降の調査の結果、かつて発見されていた古建築材は、低地帯における建物基壇の基礎工事としての筏風地業であることが判明した。材木層の上に積土層とバラス層を配し、周辺を13メートル×13.5メートルの規模で掘立柱列がめぐっている。この建物の北から西をめぐって南へながれる溝がみられる。基壇建物の西には、4間×2間の南北棟建物2棟がほぼ同位置に営まれている。建物は柱間寸法がそれぞれ15尺、柱径も1尺8寸と非常に大規模であり、柱根自体も3本が遺存している。同位置の別の建物は柱間が14尺程で柱根2列が遺存している。基壇建物の北にも同じく柱間寸法15尺の建物の西妻とみられる柱穴が3個あり、この地域に巨大な掘立柱の建物群があったことをうかがわせる。これらの建物を囲むように北と東には溝及び埋込みの板の基部が認められ、これに平行する溝もみられる。建物間には溝の他各所に土壙が多く認められる。以上の遺溝のうち基壇建物とその周囲の溝などは平安時代末期以降に属するものとみられ、掘立柱建物は10世紀頃に属するものであることが出土品等より判明している。
この遺跡は、都城跡でも例の乏しい大規模な柱間寸法をとること、大きな柱径をもつこと、建物群とそれをとり囲むであろう板や溝の再三の構築、建築学的に珍しい筏地業、筏地業に含まれる古建築材の遺存、遺存材や基壇による建物の復元等、極めて顕著な所見を提出している。西隣にある城輪柵跡と併存関連する遺跡として重要なものである。おそらくこうした遺跡は城輪柵跡や八森遺跡と相互に関連する遺構であることは明らかであり、今後の調査の進展とともに古代出羽国を解明する上で重要な役割を果すと考えられている。